# Andrew Beashel
Andrew Beashel es un deportista australiano que compitió en vela en la clase Tornado.
Ganó una medalla de  en el Campeonato Mundial de Tornado de 1997 y una medalla de plata en el Campeonato Europeo de Tornado de 1997.

## Palmarés internacional
| \| Campeonato Mundial \| Campeonato Mundial \| Campeonato Mundial \| Campeonato Mundial \| \| Año \| Lugar \| Medalla \| Clase \| \| ----------------------- \| ------------------------- \| ------------------ \| ------------------ \| \| 1997 \| Hamilton (Bermudas) \| Medalla de bronce \| Tornado \| \| Campeonato Europeo[n 1] \| \| \| \| \| Año \| Lugar \| Medalla \| Clase \| \| 1997 \| La Grande-Motte (Francia) \| Medalla de plata \| Tornado \| |                           |                   |         |
| Campeonato Mundial |                           |                   |         |
| Año | Lugar                     | Medalla           | Clase   |
| 1997 | Hamilton (Bermudas)       | Medalla de bronce | Tornado |
| Campeonato Europeo |                           |                   |         |
| Año | Lugar                     | Medalla           | Clase   |
| 1997 | La Grande-Motte (Francia) | Medalla de plata  | Tornado |

1. ↑  En algunas ediciones del Campeonato Europeo se permitió la participación de regatistas de otros continentes.